# Patterson Point (hrabstwo Pictou)
Patterson Point – przylądek (point) w kanadyjskiej prowincji Nowa Szkocja, w hrabstwie Pictou (45°38′45″N, 62°47′29″W), wysunięty w rzekę West River of Pictou, na jej zachodnim brzegu; nazwa urzędowo zatwierdzona 8 listopada 1948.